# Adriana Adam
Adriana Adam (născtuă Ailincăi, n. 11 aprilie 1999, Văleni, România) este o canotoare română, medaliată cu aur olimpic la Paris 2024.

## Carieră
Cu echipajul de 8+1 a cucerit medalia de aur la Campionatele Europene din 2018. La proba de dublu vâsle a câștigat medalia de argint la Campionatele Europene din 2019, medalia de aur la Campionatele Europene din 2020 și medalia de argint la Campionatele Europene din 2021. A reprezentat România la Jocurile Olimpice de vară din 2020 de la Tokio.
În anii 2022 și 2023 a devenit campioană mondială. La Jocurile Olimpice de la Paris din 2024 a cucerit medalia de aur în proba de 8+1.
Adriana Adam este casătorită cu canotorul Constantin Adam.
În 2018 i s-a decernat titlul de cetățean de onoare al comunei Văleni. În 2024 a primit Ordinul Meritul Sportiv clasa I. Din 2025 este cetățean de onoare al Craiovei.